# Districtul civil Black River, comitatul Harnett, Carolina de Nord

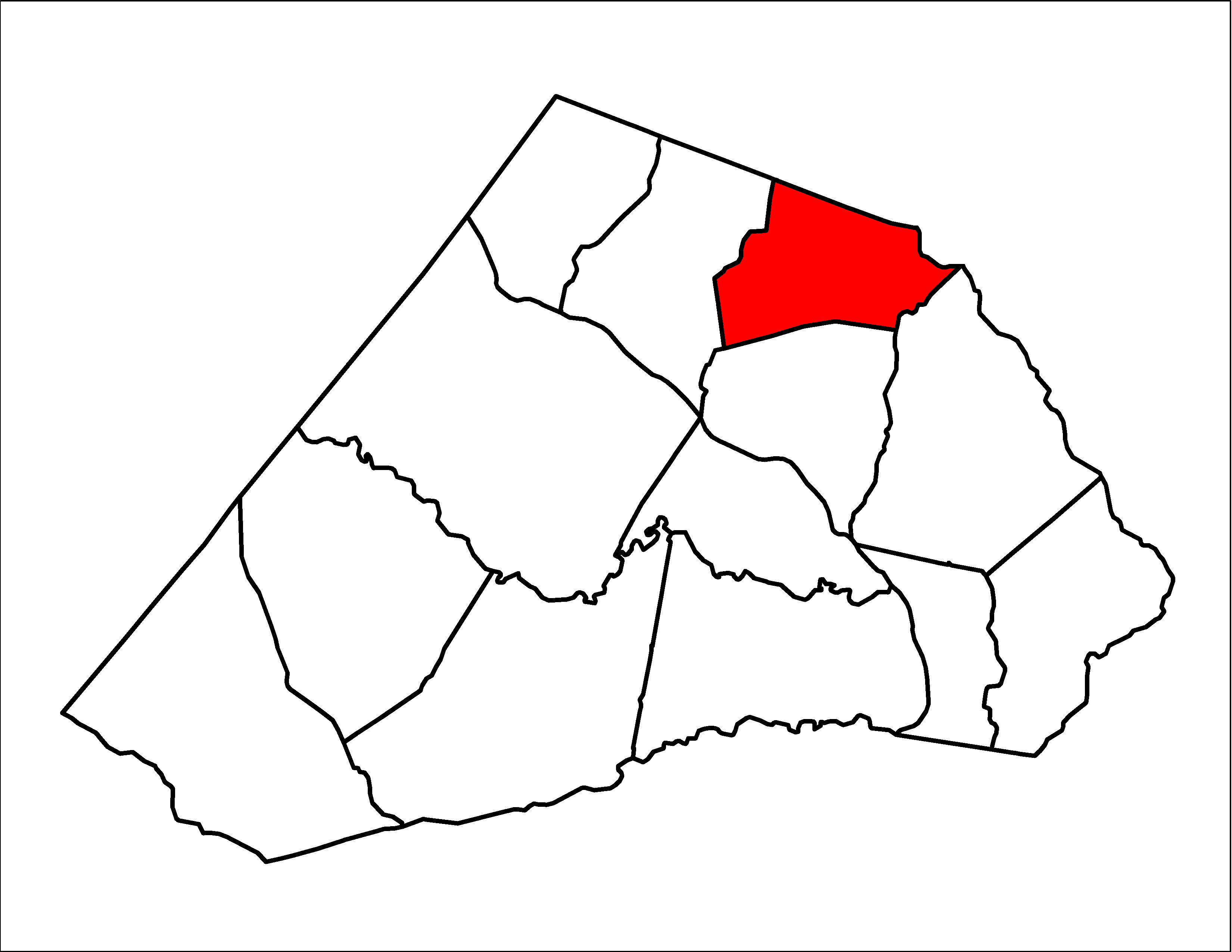
Plasarea districtului civil Black River în cadrul comitatului Harnett, statul, SUA.

Districtul civil Black River (în original, civil township) este unul dintre cele treisprezece zone locuite cu statut de township din comitatul Harnett, statul  Carolina de Nord,  Statele Unite ale Americii.

## Descriere
Populația districtului civil Black River fusese de 8.085 de locuitori, conform datelor recensământului din anul 2000 culese de United States Census Bureau. La cei 8.085 de locuitori, districtul civil Black River este, din acest punct de vedere, unul dintre districtele mediu populate din comitatul Harnett.
Din punct de vedere geografic, Black River Township ocupă 76.02 km2 (sau 29.35 sqmi) în nord-estul comitatului Harnett.  Singura localitate încorporată din district este Angier. Districtul se învecinează cu comitatele Wake, la nord și nord-vest, respectiv Johnston la nord-est.